# 남극의 쉐프
《남극의 쉐프》(南極料理人)는 2009년 하반기에 개봉된 일본 영화이다. 원작은 해상보안관 출신 니시무라 준의 수필 《남극의 쉐프》 (面白南極料理人)이다. 제50회 일본영화감독협회 신인상 최종후보에 오른 작품으로, 2009년도 신도 가네토상 금상, 제29회 후지모토상 신인상을 수상했다. 영화는 원작자 니시무라 준의 출신지인 한겨울의 홋카이도 아바시리시에서 촬영이 이뤄졌다.

## 줄거리
남극 관측대원 가운데 한 명인 니시무라 준의 임무는 남극 돔 후지 관측기지에서 월동하는 대원 8명의 식사를 준비하는 것이다. 니시무라는 한정된 재료와 특수한 환경 속에서 대원들이 싫증을 내지 않는 메뉴를 만들기 위해 분투한다.

## 출연진
- 사카이 마사토 - 니시무라 준/요리담당
- 나마세 가쓰히사 - 모토/설빙학자
- 기타로 - 대장/기상학자
- 고라 겐고 - 니~양/설빙보조
- 도요하라 고스케 - 닥터/의료담당
- 니시다 나오미 - 니시무라의 아내 미유키
- 후루타치 간지 - 주임/차량담당
- 구로다 다이스케 - 봉/통신담당
- 고하마 마사히로 - 히라/대기학자
- 오노 가린 - 니시무라의 딸 유카
- 고이데 사오리 - KDD 통신교환원 시미즈
- 시마다 규사쿠 - 선장